# Biju (football)
Pour les articles homonymes, voir Biju (homonymie).
Andre Luiz de Souza Silva, généralement appelé Biju, est un footballeur brésilien né le 17 septembre 1974.